# Heinrich Ferdinand Säuberlich
Heinrich Ferdinand Säuberlich (* 1808; † 16. November 1885 in Neustadt an der Orla) war ein deutscher Lehrer und Landtagsabgeordneter. 

## Werdegang
Heinrich Ferdinand Säuberlich fungierte bis zum Jahr 1840 als Lehrer und Rektor in Auma und wechselte danach als Lehrer an die Bürgerschule in Neustadt an der Orla. Ab 1843 war er außerdem Mitglied im Sparkassenverein und im Verwaltungsausschuss tätig. Säuberlich wird zudem als Baccalaureus und dritter Knabenlehrer in Neustadt erwähnt und war Lehrer an der Sekundarschule in Neustadt an der Orla. Mehr als 20 Jahre lang war er Mitglied im Greizer Landtag und im Gemeinderat der Stadt, war Verwaltungsausschussmitglied der Sparkasse und 1861 Mitbegründer des Neustädter Gewerbevereins. Er arbeitete zudem über viele Jahre als Redakteur des Neustädter Kreisboten, des Amtsblattes der Stadt Neustadt an der Orla. Zu seiner Goldenen Hochzeit, am 20. Juni 1883, wurde er zum Ehrenbürger der Stadt Neustadt an der Orla ernannt. Im Jahre 1860 initiierte er zudem die Gründung der „Tannenstiftung“ zum inneren Ausbau der Stadtkirche, dessen Fertigstellung im Jahr 1894 er nicht mehr erlebte, da er bereits am 16. November 1885 in Neustadt an der Orla gestorben war.